# درختان نخل در برف
درختان نخل در برف (اسپانیایی: Palmeras en la nieve‎) یک فیلم در ژانر رمانتیک و درام به کارگردانی فرناندو گونسالس مولینا است که در سال ۲۰۱۵ منتشر شد.

## بازیگران
- ماریو کاساس
- آدریانا اوگارته
- ماکارنا گارسیا
- لایا کوستا
- پترا مارتینز
- برتا باسْـکِـس
- سلسو بوگالو
- امیلیو گوتیه‌رس کابا
- آلن اِرناندس
- خوزه مانوئل پوگا